# Westerlundska gymnasiet
Westerlundska gymnasiet (WGY) är en kommunal gymnasieskola i Enköping. Skolan har ca 1430 elever på 12 nationella program (2024/2025) med en kapacitet på 1600 elever. Enköping har en lång skolhistoria som sträcker sig tillbaka till 1400-talet, med viktiga milstolpar som grundandet av flickskolan 1873, realskolan 1905 och gymnasiets utveckling under 1900-talet. År 2020 beslutades att en ny gymnasieskola skulle byggas, och hösten 2024 invigdes den nya skolbyggnaden för 1 600 elever och över 200 anställda. Skolan är uppkallad efter läkaren Ernst Westerlund. 

## Historia

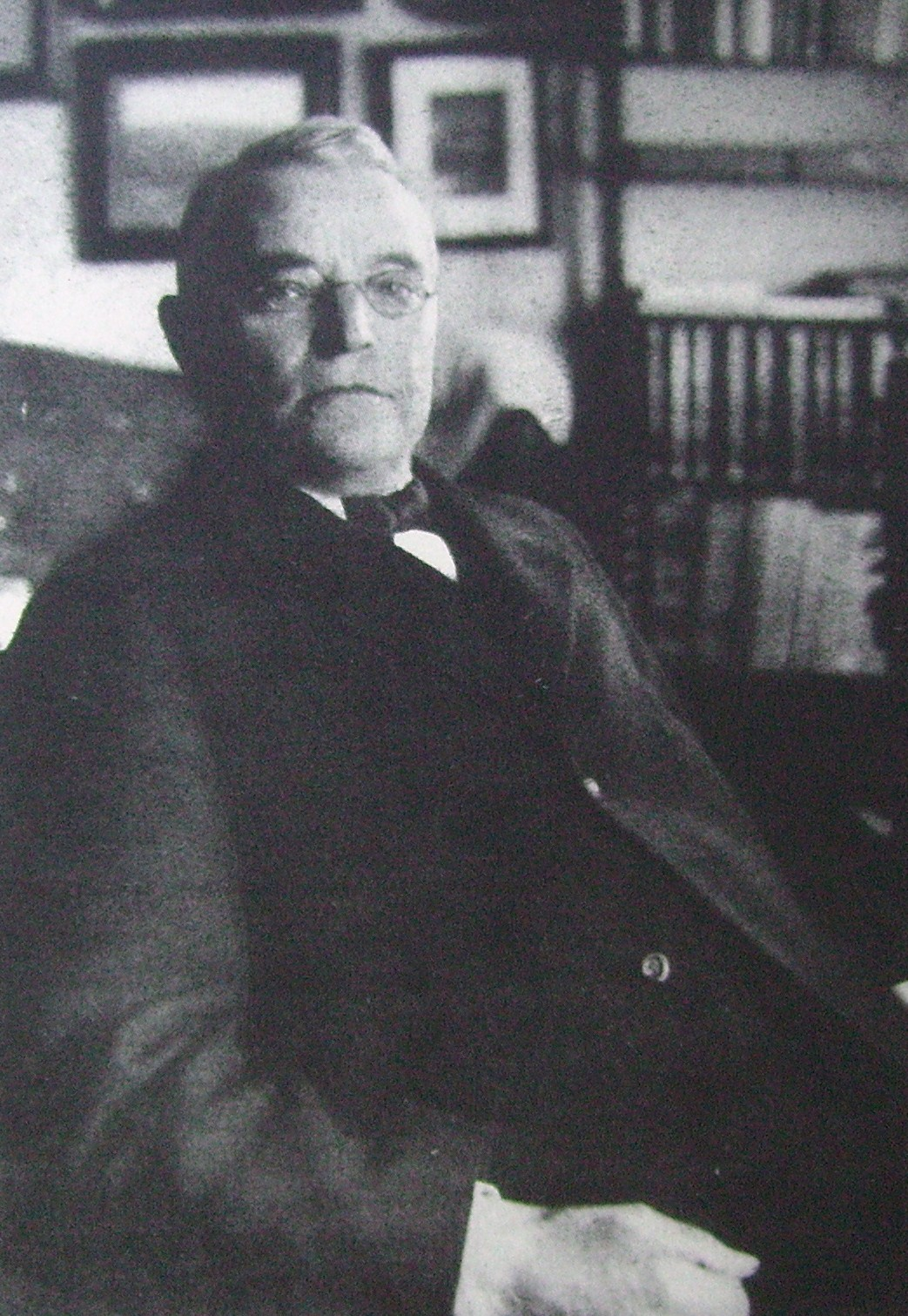
Skolan är uppkallad efter Enköpingsdoktorn Ernst Westerlund.

### Tidig historia
Enköping har en lång skolhistoria, ända ner till 1400-talet. År 1889 hade Enköpings läroverk 49 lärjungar inskrivna under höstterminen. 

### Elementarskolan för flickor
Enköpings Elementarskola för flickor grundades 1873, i de två lägsta klasserna var även pojkar inskrivna, i de fyra högsta endast flickor; skolan hade en terminsavgift på 20 till 60 kr. Ernst Westerlund ansvarade för hälsovården på skolan. Westerlund överlämnade år 1887 3300 kr till en fond för elementarskolan för flickor. En viss debatt fanns pga. den sneda sociala rekryteringen till skolan, vilket ledde till att staden sköt till en mindre summa per år mot att ett antal friplatser gavs för mindre bemedlade.

### Slöjdskola och nytt skolhus
En slöjdskola för pojkar på folkskolans övre avdelning och i läroverket startades 1884. Företräde ges för pojkar från staden. Skolan var avgiftsfri. Det nya skolhuset vid Strömparterren invigdes 1883. Skolhuset innehöll sex stora läsesalar. På övervåningen fanns dessutom boningsrum för lärare.

### Realskola och gymnasieutveckling
Realskolan i Enköping etablerades hösten 1905. År 1928 blev den samrealskola dvs. att undervisning tillhandahölls för både pojkar och flickor, samrealskolan fick därmed ta över lokaler efter att flickskolan avvecklats. År 1949 utökades skolan med ett kommunalt gymnasium och år 1955 blev skolan ett högre allmänt läroverk. År 1963 avvecklades realskolan och år 1968 det högre allmänna läroverket. Det nuvarande gymnasiet grundades år 1966, skolan hette vid denna tid Sandbroskolan, senare bytte den namn till Westerlundska Gymnasiet. 1969 stod nya lokaler klara på Sandbrogatan, det så kallade D-huset med plåtfasad, vilket togs i bruk 1970. En nyare del, E-huset, med tegelfasad, tillkom 1982.

### Ny skolbyggnad
I maj 2020 beslutade kommunfullmäktige i Enköping om att en ny gymnasieskola skulle byggas för 550 miljoner kronor. Den nya skolbyggnaden invigdes höstterminen 2024 för 1 600 elever och drygt 200 anställda. Skolans aula rymmer 500 personer och fungerar även som sammanträdessal för kommunfullmäktige.

### Ernst Westerlund
Skolan är uppkallad efter Enköpingsdoktorn Ernst Westerlund. I skolparken i Enköping står en skulptur av doktor Ernst Westerlund skapad av norskan Ida Thoresen. Skulpturen föreställer hans ansikte; från början var tanken att göra Westerlund i helfigur men pengarna räckte inte. Det har blivit en tradition för studenterna på Westerlundska gymnasiet att sätta en stor studentmössa på hans huvud varje studentdag.

## Program och utbildningar
För närvarande finns följande gymnasieprogram och inriktningar på skolan:

### Yrkesprogram
- Barn- och fritidsprogrammet
  - Pedagogiskt och socialt arbete
- Bygg- och anläggningsprogrammet
  - Husbyggnad
  - Måleri
- El- och energiprogrammet
  - Dator- och kommunikationsteknik
  - Elteknik
- Fordons- och transportprogrammet
  - Karosseri och lackering
  - Lastbil och mobila maskiner
  - Personbil
- Försäljnings- och serviceprogrammet
  - Modern teknik
- Restaurang- och livsmedelsprogrammet
  - Kök och servering
- Vård- och omsorgsprogrammet

### Högskoleförberedande program
- Ekonomiprogrammet
  - Ekonomi
  - Juridik
- Estetiska programmet
  - Musik
- Naturvetenskapsprogrammet
  - Naturvetenskap
  - Naturvetenskap och samhälle
- Samhällsvetenskapsprogrammet
  - Beteendevetenskap
  - Medier, information och kommunikation
  - Samhällsvetenskap – internationell profil
- Teknikprogrammet
  - Design och produktutveckling
  - Informations- och medieteknik
  - Teknikvetenskap

### Idrottsutbildning
- Nationell idrottsutbildning (NIU)
  - Fotboll
- Lokal idrottsutbildning (LIU)
  - Fotboll
  - Handboll
  - Hockey

### Musikutbildning - Särskild variant
- Teknikprogrammet

- Naturvetenskapsprogrammet

- Samhällsvetenskapsprogrammet
- Ekonomiprogrammet

### Moderna språk
- Franska
- Italienska
- Spanska
- Tyska

### Introduktionsprogrammen
- Individuellt alternativ
- Programinriktat val
- Yrkesintroduktion
- Språkintroduktion

### Anpassad gymnasieskola
- Individuella program
- Nationella program
  - Hotell, restaurang och bageri
  - Administration, handel och varuhantering
  - Fastighet, anläggning och byggnation

## Studentliv
WGY Nytt är skolans nyhetssida.

### Alumnförening
Sällskapet Enköpingskamraterna grundades den 3 augusti 1930 med syftet att förena tidigare elever från realskolan, läroverket och den nuvarande gymnasieskolan (Westerlundska). Sällskapet verkar för erfarenhetsutbyte samt för att bredda kunskapen om olika platser genom utflykter och föredrag.

## Alumner
- Anna Lindh, riksdagsledamot för Socialdemokraterna 1982–1985 och 1998–2003, miljöminister 1994–1998 samt utrikesminister 1998–2003.